# Marion Chevrier
Marion Chevrier (* 11. Juni 2001 in Annecy, Haute-Savoie) ist eine französische Skirennläuferin. Sie ist auf die technischen Disziplinen Slalom und Riesenslalom spezialisiert. Ihre Zwillingsschwester Axelle ist ebenfalls als Skirennläuferin aktiv.

## Biografie
Marion Chevrier wuchs als Tochter zweier Skilehrer in La Plagne auf. Im Alter von sechs Jahren schloss sie sich gemeinsam mit ihrer Zwillingsschwester Axelle dem örtlichen Skiverein an und begann mit dem Rennsport.
Im Alter von 16 Jahren bestritt Chevrier in Val Thorens ihre ersten FIS-Rennen. Nach ihren ersten Siegen auf FIS-Ebene gab sie Ende Januar 2019 in zwei Riesenslaloms in Zinal ihr Debüt im Europacup. Nur zehn Tage danach erreichte sie als Vierte des Parallelslaloms von Tignes ein erstes Spitzenresultat. Beim Europäischen Olympischen Jugendfestival in Sarajevo gewann sie hinter Magdalena Egger und Marie Lamure die Bronzemedaille im Slalom, während ihrer Schwester dasselbe im Riesenslalom gelang. Im Rahmen der aufgrund der COVID-Pandemie auf Dezember verschobenen französischen Meisterschaften 2020 gewann sie Gold in ihrer Paradedisziplin. Bei den Juniorenweltmeisterschaften in Bansko belegte sie die Ränge 13 und 18 in Slalom und Riesenslalom, im Super-G schied sie aus. Ein Jahr später wurde sie in Panorama Elfte im Super-G und 13. in der Kombination, verschlechterte sich hingegen in den technischen Disziplinen. Erst in der Saison 2023/24 konnte sie sich im Europacup wiederholt im Spitzenfeld klassieren und erreichte als Slalomdritte im Ahrntal ihren ersten Podestplatz.
Am 11. November 2023 gab Chevrier im Slalom von Levi ihr Weltcup-Debüt. Zwei Wochen später schaffte sie auf Rang 23 in Killington den ersten Punktegewinn. Im Lauf der Saison gelang ihr das noch drei weitere Male, am besten mit Platz 17 in Flachau.

## Erfolge

### Weltmeisterschaften
- Saalbach-Hinterglemm 2025: 10. Slalom, 11. Team-Kombination

### Weltcup
- 1 Platzierung unter den besten 20

### Weltcupwertungen
| Saison  | Gesamt | Gesamt | Slalom | Slalom |
| Saison  | Platz  | Punkte | Platz  | Punkte |
| ------- | ------ | ------ | ------ | ------ |
| 2023/24 | 87.    | 39     | 39.    | 39     |

### Europacup
- Saison 2023/24: 4. Slalomwertung
- Saison 2024/25: 1. Slalomwertung
- 6 Podestplätze, davon 3 Siege

| Datum           | Ort             | Land       | Disziplin |
| --------------- | --------------- | ---------- | --------- |
| 20. Januar 2025 | Zell am See     | Österreich | Slalom    |
| 3. Februar 2025 | Špindlerův Mlýn | Tschechien | Slalom    |
| 4. Februar 2025 | Špindlerův Mlýn | Tschechien | Slalom    |

### Juniorenweltmeisterschaften
- Bansko 2021: 13. Slalom, 18. Riesenslalom
- Panorama 2022: 11. Super-G, 13. Kombination, 18. Slalom, 39. Riesenslalom

### Weitere Erfolge
- Slalom-Bronze bei den Europäisches Olympischen Jugendfestival 2019
- 1 französischer Meistertitel (Slalom 2020)
- 7 Siege in FIS-Rennen